# Primera División 2012 (Paraguay)
In 2012 werd het 107de seizoen gespeeld van de Primera División, de hoogste voetbalklasse van Paraguay. Het seizoen werd opgesplitst in een Torneo Apertura (3 februari – 8 juli) en een Torneo Clausura (28 juli – 16 december) .

## Torneo Apertura

### Uitslagen
|                  | CAR | CER | CPF | GUA | IND | LIB | NAC | OLI | RUB | SOL | SPO | TAC |
| ---------------- | --- | --- | --- | --- | --- | --- | --- | --- | --- | --- | --- | --- |
| Carapeguá        |     | 1–2 | 1–2 | 0–0 | 3–0 | 2–2 | 2–1 | 1–2 | 2–1 | 0–2 | 0–0 | 1–1 |
| Cerro Porteño    | 1–0 |     | 1–0 | 1–0 | 1–2 | 1–0 | 2–1 | 0–1 | 5–3 | 2–0 | 3–0 | 2–0 |
| Cerro PF         | 1–0 | 1–2 |     | 2–1 | 1–1 | 0–2 | 5–0 | 0–0 | 3–1 | 1–1 | 0–1 | 2–1 |
| Guaraní          | 2–1 | 0–1 | 0–0 |     | 3–1 | 2–3 | 1–3 | 0–1 | 1–0 | 2–1 | 3–1 | 4–0 |
| Independiente    | 1–1 | 1–4 | 1–1 | 0–1 |     | 1–4 | 2–5 | 3–0 | 1–0 | 2–4 | 1–1 | 2–1 |
| Libertad         | 1–1 | 2–1 | 2–0 | 2–2 | 1–1 |     | 1–0 | 0–1 | 1–0 | 0–1 | 1–0 | 2–1 |
| Nacional         | 3–1 | 2–0 | 2–1 | 1–1 | 5–0 | 1–2 |     | 0–0 | 0–2 | 2–1 | 2–1 | 2–0 |
| Olimpia          | 3–2 | 1–2 | 3–3 | 2–0 | 1–1 | 2–1 | 2–1 |     | 1–0 | 1–0 | 2–1 | 2–1 |
| Rubio Ñú         | 1–2 | 2–3 | 1–2 | 2–1 | 2–1 | 1–5 | 3–3 | 2–3 |     | 0–3 | 0–0 | 1–0 |
| Sol de América   | 1–0 | 2–2 | 4–1 | 0–1 | 1–2 | 0–3 | 3–2 | 0–1 | 2–0 |     | 2–3 | 2–0 |
| Sportivo Luqueño | 1–1 | 2–0 | 3–0 | 2–2 | 1–3 | 0–4 | 2–1 | 2–1 | 1–1 | 0–2 |     | 1–1 |
| Tacuary          | 1–1 | 2–4 | 1–0 | 1–1 | 1–1 | 1–1 | 0–3 | 0–0 | 0–1 | 2–6 | 0–0 |     |

### Eindstand
| №  | Club               | WG | W  | G | V  | DV | DT | +/– | Punten |
| -- | ------------------ | -- | -- | - | -- | -- | -- | --- | ------ |
|    | Cerro Porteño      | 22 | 16 | 1 | 5  | 40 | 23 | +17 | 49     |
| 2  | Olimpia            | 22 | 14 | 5 | 3  | 30 | 20 | +10 | 47     |
| 3  | Libertad           | 22 | 13 | 5 | 4  | 40 | 19 | +21 | 44     |
| 4  | Sol de América     | 22 | 11 | 2 | 9  | 38 | 27 | +11 | 35     |
| 5  | Nacional           | 22 | 10 | 3 | 9  | 40 | 32 | +8  | 33     |
| 6  | Guaraní            | 22 | 8  | 6 | 8  | 28 | 25 | +3  | 30     |
| 7  | Cerro Porteño (PF) | 22 | 7  | 6 | 9  | 26 | 29 | –3  | 27     |
| 8  | Sportivo Luqueño   | 22 | 6  | 8 | 8  | 23 | 30 | –7  | 26     |
| 9  | Independiente      | 22 | 6  | 7 | 9  | 28 | 42 | –14 | 25     |
| 10 | Sportivo Carapeguá | 22 | 4  | 8 | 10 | 23 | 29 | –6  | 20     |
| 11 | Rubio Ñu           | 22 | 5  | 3 | 14 | 24 | 40 | –26 | 18     |
| 12 | Tacuary            | 22 | 1  | 8 | 13 | 15 | 39 | –24 | 11     |

### Topscorers
- In onderstaand overzicht zijn alleen de spelers opgenomen met acht of meer treffers achter hun naam.

| № | Naam               | Club               | Goals | Pen. | Duels | Gem. |
| - | ------------------ | ------------------ | ----- | ---- | ----- | ---- |
| 1 | José Ortigoza      | Sol de América     | 13    | 0    |       |      |
| 2 | Eduardo Echeverría | Sportivo Carapeguá | 8     | 2    |       |      |
|   | Rogerio Leichtweis | Cerro de Franco    | 8     | 1    |       |      |
|   | Enzo Prono         | Sol de América     | 8     | 0    |       |      |

## Torneo Clausura

### Uitslagen
|                  | CAR | CER | CPF | GUA | IND | LIB | NAC | OLI | RUB | SOL | SPO | TAC |
| ---------------- | --- | --- | --- | --- | --- | --- | --- | --- | --- | --- | --- | --- |
| Carapeguá        |     | 1–1 | 1–2 | 1–2 | 2–0 | 2–0 | 1–3 | 4–1 | 2–1 | 1–1 | 5–1 | 0–4 |
| Cerro Porteño    | 1–0 |     | 2–2 | 1–2 | 2–0 | 3–3 | 1–1 | 4–1 | 3–0 | 2–3 | 1–1 | 5–1 |
| Cerro PF         | 1–0 | 0–5 |     | 1–0 | 1–1 | 0–1 | 2–3 | 2–2 | 1–0 | 0–1 | 0–1 | 2–0 |
| Guaraní          | 2–1 | 2–1 | 1–0 |     | 3–1 | 0–2 | 0–1 | 2–1 | 2–0 | 3–2 | 1–0 | 2–0 |
| Independiente    | 0–1 | 0–1 | 2–1 | 1–1 |     | 0–5 | 0–3 | 1–1 | 2–2 | 1–1 | 0–1 | 0–2 |
| Libertad         | 2–1 | 1–0 | 3–0 | 0–0 | 3–0 |     | 1–0 | 1–1 | 3–0 | 1–1 | 2–0 | 2–2 |
| Nacional         | 2–0 | 0–1 | 3–0 | 1–2 | 5–1 | 1–2 |     | 4–1 | 2–0 | 1–0 | 0–0 | 2–0 |
| Olimpia          | 3–0 | 0–0 | 0–0 | 0–1 | 3–1 | 2–2 | 1–0 |     | 3–2 | 1–0 | 2–0 | 2–2 |
| Rubio Ñú         | 1–1 | 1–2 | 0–0 | 1–0 | 1–0 | 2–7 | 0–1 | 0–3 |     | 0–0 | 1–1 | 3–1 |
| Sol de América   | 1–3 | 2–1 | 0–2 | 1–1 | 1–1 | 0–0 | 2–0 | 1–1 | 1–1 |     | 2–2 | 3–1 |
| Sportivo Luqueño | 3–1 | 0–0 | 1–2 | 1–1 | 1–0 | 0–2 | 1–2 | 2–1 | 2–0 | 1–0 |     | 2–0 |
| Tacuary          | 2–2 | 0–2 | 4–0 | 2–0 | 3–2 | 1–1 | 0–1 | 2–3 | 1–2 | 2–1 | 1–2 |     |

### Eindstand
| №  | Club               | WG | W  | G  | V  | DV | DT | +/– | Punten |
| -- | ------------------ | -- | -- | -- | -- | -- | -- | --- | ------ |
|    | Libertad           | 22 | 13 | 8  | 1  | 44 | 16 | +28 | 47     |
| 2  | Nacional           | 22 | 14 | 2  | 6  | 36 | 16 | +20 | 44     |
| 3  | Guaraní            | 22 | 13 | 4  | 5  | 28 | 19 | +9  | 43     |
| 4  | Cerro Porteño      | 22 | 10 | 7  | 5  | 39 | 21 | +18 | 37     |
| 5  | Sportivo Luqueño   | 22 | 9  | 6  | 7  | 23 | 24 | –1  | 33     |
| 6  | Olimpia            | 22 | 8  | 8  | 6  | 33 | 31 | +2  | 32     |
| 7  | Cerro Porteño (PF) | 22 | 7  | 5  | 10 | 19 | 31 | –12 | 26     |
| 8  | Sol de América     | 22 | 5  | 10 | 7  | 24 | 26 | –2  | 25     |
| 9  | Sportivo Carapeguá | 22 | 7  | 4  | 11 | 30 | 34 | –4  | 25     |
| 10 | Tacuary            | 22 | 6  | 4  | 12 | 31 | 39 | –8  | 22     |
| 11 | Rubio Ñu           | 22 | 4  | 6  | 12 | 18 | 38 | –20 | 18     |
| 12 | Independiente      | 22 | 1  | 6  | 15 | 14 | 44 | –30 | 9      |

### Topscorers
- In onderstaand overzicht zijn alleen de spelers opgenomen met tien of meer treffers achter hun naam.

| № | Naam             | Club          | Goals | Pen. | Duels | Gem. |
| - | ---------------- | ------------- | ----- | ---- | ----- | ---- |
| 1 | Ariel Núñez      | Libertad      | 13    | 0    |       |      |
| 2 | Nicolás Martínez | Tacuary       | 12    | 0    |       |      |
| 3 | Diego Centurión  | Guaraní       | 11    | 0    |       |      |
|   | Rodrigo Teixeira | Club Nacional | 11    | 0    |       |      |
| 5 | Pablo Velázquez  | Libertad      | 10    | 0    |       |      |

## Degradatie
Welke twee clubs aan het einde van het seizoen degraderen naar de División Intermedia werd bepaald aan de hand van het aantal behaalde punten per wedstrijd in de laatste drie seizoenen. Op basis daarvan viel ditmaal het doek voor Tacuary en Independiente.
| №  | Club               | 2010 Pnt | 2011 Pnt | 2012 Pnt | Totaal Pnt | Totaal Wed. | Gem.   |
| -- | ------------------ | -------- | -------- | -------- | ---------- | ----------- | ------ |
| 1  | Libertad           | 87       | 79       | 91       | 257        | 132         | 1.947  |
| 2  | Cerro Porteño      | 91       | 67       | 86       | 244        | 132         | 1.8485 |
| 3  | Olimpia            | 71       | 88       | 79       | 238        | 132         | 1.803  |
| 4  | Nacional           | 77       | 83       | 77       | 237        | 132         | 1.7955 |
| 5  | Guaraní            | 85       | 58       | 73       | 216        | 132         | 1.6364 |
| 6  | Rubio Ñu           | 66       | 56       | 36       | 160        | 132         | 1.2121 |
| 7  | Cerro Porteño (PF) | —        | —        | 53       | 53         | 44          | 1.2045 |
| 8  | Sol de América     | 45       | 49       | 60       | 154        | 132         | 1.1667 |
| 9  | Sportivo Luqueño   | 42       | 35       | 59       | 136        | 132         | 1.0303 |
| 10 | Sportivo Carapeguá | —        | —        | 45       | 45         | 44          | 1.0227 |
| 11 | Tacuary            | 37       | 60       | 33       | 130        | 132         | 0.9848 |
| 12 | Independiente      | —        | 52       | 34       | 86         | 88          | 0.9773 |